# Leadhilliet
Het mineraal leadhilliet is een lood-sulfaat-carbonaat, een verbinding van twee carbonaationen, een sulfaation, vier loodatomen en twee hydroxylgroepen, met molecuulformule Pb4SO4(CO3)2(OH)2. Het mineraal is naar de plaats genoemd waar het voor het eerst is gevonden, typelocatie Leadhills in South Lanarkshire in Schotland. Het is doorschijnend met een glas- en vetglans, die soms parelmoerachtig is, heeft een monoklien kristalstelsel en komt als een secundair mineraal in loodafzettingen voor met pseudohexagonale kristallen. Het komt ook bij Granby in de Amerikaanse staat Missouri voor, op verschillende plaatsen in de streek Tintic in Utah en in de Mammoth Mine in Arizona.